# Тихоновичі
Ти́хоновичі — село в Україні, у Сновській міській громаді Корюківського району Чернігівської області. Населення становить 855 осіб. До 2016 орган місцевого самоврядування — Тихоновицька сільська рада.

## Географія
Селом тече річка Ількуча.

## Історія
У 1760-х — 1782 роках у селі мав володіння (60 дворів (81 хата) посполитих та 15 дворів підсусідків, а також 2 приїжджих двори) генеральний осавул Глухівського періоду в історії України Скоропадський Іван Михайлович (1727—1782).
12 червня 2020 року, відповідно до розпорядження Кабінету Міністрів України № 730-р «Про визначення адміністративних центрів та затвердження територій територіальних громад Чернігівської області», увійшло до складу Сновської міської громади.
19 липня 2020 року, в результаті адміністративно-територіальної реформи та ліквідації Сновського району, село увійшло до складу Корюківського району.

## Населення

### Мова
Розподіл населення за рідною мовою за даними перепису 2001 року:
| Мова       | Кількість | Відсоток |
| ---------- | --------- | -------- |
| українська | 842       | 98.48%   |
| російська  | 7         | 0.81%    |
| білоруська | 4         | 0.47%    |
| болгарська | 1         | 0.12%    |
| румунська  | 1         | 0.12%    |
| Усього     | 855       | 100%     |

## Постаті
- Бердник Іван Ігорович (1997—2022) — старший лейтенант Збройних сил України, учасник російсько-української війни.